# Karoline Louise von Klencke
Karoline Louise von Klencke (někdy také uváděna jako Caroline) (21. června 1754, Fraustadt na jihu Pruska – 21. září 1802, Berlín) byla německá básnířka.

## Život
Caroline Louise von Klencke se narodila jako Caroline Louise Karsch. Její otec byl krejčí Daniel Karsch, matka byla německá básnířka Anna Louisa Karschová. Manželství Karschových nebylo vřelé a matka Anna často trpěla domácím násilím. Její matka přes své kontakty s důstojníky zařídila nástup jejího muže do armády. Následně vyrůstala Karolína několik let v odloučení. Roku 1761 se s matkou přestěhovala do Berlína, kde se jí díky podpoře matčiných přátel dostalo vzdělání na Heckerschen Realschule.
V roce 1770 ji nechala matka provdat za nevlastního strýce truhláře a sekretáře loterie Ernsta Wilhelma Hempela, syna její babičky. V šestnácti letech porodila své první dítě, Heinricha Wilhelma. Později měli další tři děti, které se nedožily dospělosti. Manželství bylo po deseti letech ukončeno. Ve svých 28 letech se v roce 1752 provdala znovu a to za dvaadvacetiletého šlechtice Carla Friedricha von Klencke. Tento vztah nenašel podporu ani u jedné z jejich matek. Z tohoto manželství přišla na svět roku 1783 pozdější spisovatelka a libretistka Helmina, provdaná von Chézy. Carl Friedrich von Klencke svou manželku pak opustil, takže se stejně jako její matka dvakrát rozvedla. Když později von Klencke požádal o obnovení vztahu, jeho nabídku odmítla. Po smrti své matky se odstěhovala zpět do jejího domu do Berlína, kde opuštěná a nemocná v roce 1802 zemřela.

## Dílo
Jejími přívrženci byli Klamer Eberhard Karl Schmidt a Johann Wilhelm Ludwig Gleim, kteří roku 1788 vydali svazek jejích básní a roku 1802 publikovali další díla této spisovatelky. Předcházely tomu dva příležitostné tisky vydavatelství Maurer v Berlíně z roku 1786: O skonu krále, věnováno knížeti Ferdinandovi z Braunschweigu a Lüneburgu a Nebeské matce našeho nejdražšího vládce Friedricha Wilhelma II. k nejvyšším narozeninám, ve jménu jeho národa. Drama s titulem Upřímný Švýcar (vydáno 1776 u Deckera v Berlíně; 108 stránek) bylo sedmadvacetkráte hráno v berlínských divadlech. Biografii své matky vydala v roce po její smrti (1792). Bibliografie se skládá hlavně z dopisů samotné Karschin a ze vzpomínek dcery, proto tento zdroj je dnes kriticky posuzován. Její dcera vydala roku 1805 u Willmanse ve Frankfurtu sbírku Život a romantické básně Karschininy dcery (502 stránek).

## Rodina
Měla sestru Charlottu († 1760), nevlastního bratra Johanna Christiana Hirsekorna (* 1748) a další sourozence. U bratra Johanna není otcovství Daniela Karsche jasné, jelikož byl vyděděn a možná mohl být Karschovým jen svěřen do výchovy. Dohromady porodila šest dětí. První čtyři děti měla se svým nevlastním strýcem Heinrichem Wilhelmem Hempelem:
- Heinrich Wilhelm (* 3. července 1770) se dožil 75 až 84 let,
- Karl (1776-1780) zemřel ve čtyřech letech,
- Ferdinande (únor 1778 – listopad 1778) se dožila devíti měsíců,
- Ferdinand (listopad 1780 – červenec 1781) se dožil osmi měsíců.

Děti, které zplodila s Friedrichem Karlem von Klencke:
- Helmina Vilemína Kristína von Klencke, provdaná von Chézy (6. ledna 1783 – 28. ledna 1856), básnířka, zemřela v 73 letech ve švýcarské Ženevě.